# Резенде (район)
Резе́нде (порт. Resende) — район (фрегезия) в Португалии, входит в округ Визеу. Является составной частью муниципалитета Резенде. По старому административному делению входил в провинцию Дору-Литорал. Входит в экономико-статистический субрегион Тамега, который входит в Северный регион. Население составляет 2873 человека на 2001 год. Занимает площадь 11,99 км².